# Warszawski Ruch Homoseksualny
Warszawski Ruch Homoseksualny (WRH) – niezależna grupa lesbijek i gejów, której władze PRL odmówiły legalizacji jako stowarzyszenia”, działająca na terenie Warszawy od stycznia 1987 do lata 1988.
Założycielami byli: Waldemar Zboralski (pielęgniarz z praskiego Szpitala Kolejowego), Sławomir Starosta (student Uniwersytetu Warszawskiego) i Krzysztof Garwatowski (student Politechniki Warszawskiej). Wspierała ich grupa studentów i pracowników kilku warszawskich uczelni oraz młodzi dziennikarze prasy warszawskiej.
Na spotkaniu w dniu 24 stycznia 1987, w prywatnym mieszkaniu przy Placu Gabriela Narutowicza w Warszawie zapadła decyzja o utworzeniu oficjalnej organizacji gejów i lesbijek, a 20 marca 1988 w Milanówku pod Warszawą odbyło się zebranie założycielskie WRH z przyjęciem jego oficjalnej nazwy, statutu oraz wyborem jego władz (konieczne dla legalizacji stowarzyszenia). Na przewodniczącego grupy wybrano Waldemara Zboralskiego, a na logo stowarzyszenia wybrano zmodyfikowany herb Warszawy: męski Syrenek z tarczą z napisem WRH. Warszawski Ruch Homoseksualny, pod nazwą „Warsaw Homosexual Movement”. został dwukrotnie umieszczony w raportach Radia Wolna Europa o niepodległych organizacjach działających w PRL, sporządzonych przez jej analityka politycznego ds. Europy Środkowej, Jiříego Pehe w roku 1988 oraz 1989.

## Poparcie
Do chwili złożenia dokumentów rejestracyjnych WRH prowadziło szeroko
zakrojoną kampanię informacyjną w całej Polsce, do której udało się włączyć znanych dziennikarzy ówczesnej prasy, m.in. „Polityki”, „Przeglądu Tygodniowego”, „Wprost”, „Na Przełaj”. „Radaru”, „Expressu Wieczornego”. „Pana”, „Sztandaru Młodych”. „Kuriera Polskiego”. W latach 1987–1988 udało się zaprezentować cele i założenia programowe WRH w kilku audycjach radiowych oraz w cyklu audycji telewizyjnych („Rozmowy Intymne” pod red. Halszki Wasilewskiej).
Działalnością WRH udało się zainteresować ówczesne Ministerstwo Zdrowia, które poparło działalność stowarzyszenia. Było to wynikiem deklaracji członków WRH, że włączą się czynnie w profilaktykę AIDS.
Ruch otrzymał również poparcie psychologa, prof. Mikołaja Kozakiewicza, ówczesnego prezesa Towarzystwa Rozwoju Rodziny, i grona zaprzyjaźnionych z nim intelektualistów, którzy podjęli próbę przekonania ówczesnych komunistycznych władz PRL o pożytku wynikającym z istnienia organizacji homoseksualistów. Poparcie przybrało m.in. formę listu do ówczesnego ministra spraw wewnętrznych, gen. Czesława Kiszczaka. List datowany był na 5 marca 1988 – podpisali go: prof. Tadeusz Kielanowski, Bolesław Popielski, Kazimierz Imieliński, Zbigniew Sternadel, prof. Bogdan Suchodolski, Stanisław Ehrlich, prof. Jan Szczepański, Artur Sandauer, Jerzy Kawalerowicz, Szymon Kobyliński, Daniel Passent.
Grupa otrzymała od władz warszawskiej dzielnicy Mokotów lokal przy ulicy Piaseczyńskiej na biuro, w którym odbywały się regularne spotkania i który był oficjalną siedzibą WRH.

## Współpraca z innymi organizacjami LGBT
WRH był od samego początku wspierany przez międzynarodowy ruch lesbijsko-gejowski, zrzeszony w Międzynarodowym Stowarzyszeniu Lesbijek i Gejów (ILGA). Bezpośrednią opiekę nad WRH roztoczył austriacki oddział ILGA, stowarzyszenie HOSI-Wien, którego ówczesny przedstawiciel Andrzej Selerowicz nawiązał kontakty z założycielami WRH już w 1985. HOSI-Wien wniosło za WRH opłaty członkowskie w ILGA i grupa została jej członkiem w kwietniu 1988. W swej działalności WRH ściśle współpracował z innymi grupami lesbijsko-gejowskimi w Polsce – z Grupą ETAP z Wrocławia oraz FILO z Gdańska.
W maju 1987 członkowie WRH uczestniczyli w międzynarodowych konferencjach ILGA organizowanych w Kolonii i Londynie Warszawski Ruch Homoseksualny został formalnie zrzeszony z ILGA w 1987, jeszcze przed nieudaną legalizacją stowarzyszenia w Polsce. 16 kwietnia 1988 udało się zorganizować międzynarodową konferencję ILGA z udziałem delegatów organizacji gejowskich m.in. z RFN, ówczesnej NRD, Węgier, Danii, USA, Kanady, Austrii. Było to najważniejsze wydarzenie organizacyjne do czasu ustania działalności ruchu.

## Próba rejestracji
Po wyłonieniu grupy 15 osób, sygnatariuszy-założycieli gotowych podać swoje dane osobowe do wniosku rejestracyjnego stowarzyszenia (niektóre z nich były ofiarami milicyjnej Akcji Hiacynt z lat 1985–1987), 24 marca 1988 w Wydziale Społeczno-Administracyjnym Urzędu Miasta Stołecznego Warszawy złożono dokumenty założycielskie, w tym statut WRH. Na skutek decyzji politycznych ówczesnego ministra spraw wewnętrznych, gen. Czesława Kiszczaka, odmówiono rejestracji stowarzyszenia o nazwie „Warszawski Ruch Homoseksualny”. Uzasadniano to obawami, że takie stowarzyszenie naruszałoby zasady moralności publicznej, względnie uzasadniając to obawami przed reakcją kościoła rzymskokatolickiego.

## Zakończenie działalności
Część sygnatariuszy-założycieli WRH, wspólnie z członkami nieformalnych grup lesbijsko-gejowskich działającymi w innych miastach Polski, ponownie podjęło w 1989 roku próbę zalegalizowania wspólnej organizacji. Próba powiodła się i 23 lutego 1990 zarejestrowano ogólnopolską organizację gejów i lesbijek o nazwie Stowarzyszenie Grup Lambda.

## Publikacje o WRH
- 2009 HomoWarszawa, Przewodnik kulturalno-historyczny, praca zbiorowa, Wydawnictwo Abiekt.pl, Warszawa, str. 156-159, ISBN 978-83-926968-1-0
- 2012 Gejerel. Mniejszości seksualne w PRL-u, Krzysztof Tomasik, Wydawnictwo Krytyki Politycznej, Warszawa, ISBN 978-83-62467-54-9
- 2012 Kłopoty z seksem w PRL (rozdział autorstwa Agaty Fiedotow: Początki ruchu gejowskiego w Polsce 1981–1990), praca zbiorowa pod red. Marcina Kuli, Wydawnictwa Uniwersytetu Warszawskiego i Instytut Pamięci Narodowej, Warszawa, ISBN 978-83-235-0964-6